# David Irving

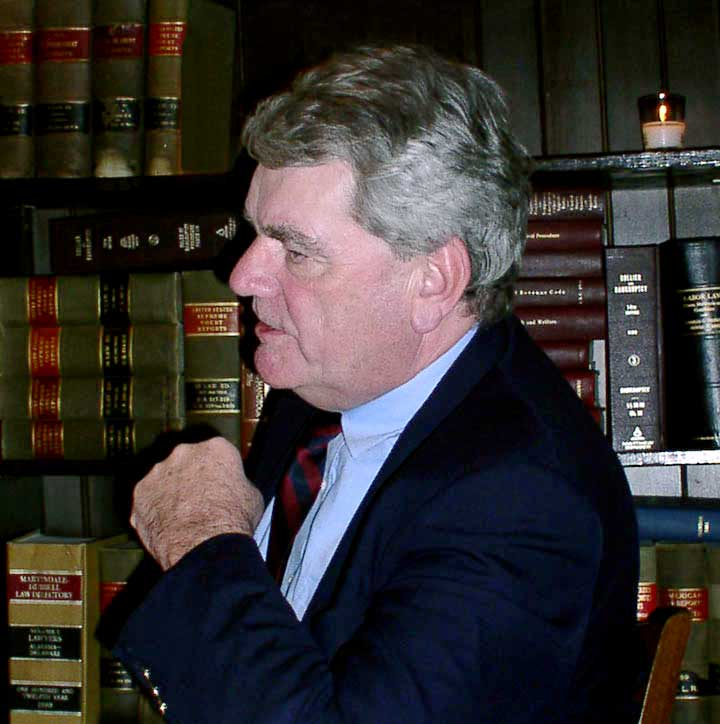
David Irving

David John Cawdell Irving (Brentwood (Essex), 24 maart 1938) is een omstreden Britse auteur. In Oostenrijk heeft hij in 2006 een celstraf uitgezeten voor Holocaustontkenning. Eerder stelde een Engelse rechtbank vast dat hij schuldig was aan het ontkennen van de Holocaust, een antisemiet en racist was, en zich associeerde met rechts-extremisten die neonazisme promoten. Ook de Oostenrijkse rechter stelde vast dat hij schuldig was aan geschiedenisvervalsing en dat hij allesbehalve een behoorlijke geschiedschrijver is.

## Werken
Van eind jaren 60 tot midden jaren 80 was hij een auteur van boeken over de Tweede Wereldoorlog. Daarna was Irving bezig met het derde deel van zijn trilogie Churchill's War en met een biografie van Heinrich Himmler.
Een greep uit de boeken die door David Irving zijn geschreven:
- Hitler's War
- Churchill's War
- Nuremberg, the Last Battle
- Der Morgenthau Plan 1944/45
- The War Between the Generals
- Goebbels. Mastermind of the Third Reich
- Der unbekannte Dr Goebbels
- The Secret Diaries of Hitler's Doctor
- The Mare's Nest
- The Trail of the Fox: Field Marshal Erwin Rommel
- Apocalypse 1945: The Destruction of Dresden
- The Virus House
- Accident: The Death of General Sikorski
- Uprising! The Hungarian Revolution of 1956
- The Night the Dams Burst
- The Destruction of Convoy PQ.17
- The Rise and Fall of the Luftwaffe
- Göring. A Biography
- Hess: The Missing Years 1941-1945
- Von Guernica bis Vietnam

## Hitler's War
Irving publiceerde zijn eerste boek over het bombardement op Dresden in 1963. Hij werd een bekend en succesvol schrijver, maar vanaf de publicatie van Hitler's War in 1977 werd hij controversieel. In dat boek schilderde hij een beeld van Hitler, als een rationele, intelligente dictator, wiens enige doel was de Duitse welvaart en invloed op het Europese continent te vergroten. Irving beschuldigde ook de geallieerde leiders, vooral Churchill, van de escalatie naar en in de oorlog. Het meest omstreden was zijn stelling dat Hitler geen kennis van de Holocaust had. Alhoewel hij het bestaan van massa-executies niet betwistte (maar wel het bestaan van de gaskamers), beweerde Irving dat Heinrich Himmler en Reinhard Heydrich de initiatiefnemers en architecten waren, zonder medeweten van Hitler. In 1991 kwam er een herziene editie van Hitler's War uit, waarbij alle referenties aan de Holocaust en vernietigingskampen waren verdwenen.
Een jaar na Hitler's War, in 1978, verscheen The War Path, een volume bij Hitler's War, waarin de gebeurtenissen tot aan de oorlog uit eenzelfde gezichtspunt beschreven werden. Andere historici hadden veel kritiek op het boek toen hieruit veel onnauwkeurigheden en onjuiste voorstellingen aan het licht kwamen. Toch verkocht het boek goed. Het beeld van Irving veranderde evenwel van een controversieel geschiedschrijver in een nazisympathisant en propagandist van extreemrechts, ook vanwege zijn aanvallen op Joden en zijn sympathie voor het apartheidsregime in Zuid-Afrika.

## Proces wegens smaad
Hijzelf betwistte deze aantijgingen, soms tot voor de rechtbank. Hij stelde dat hij niet anders deed dan een minder eenzijdig beeld van het beleid van het regime schetsen. Op 11 april 2000 oordeelde een Britse rechtbank echter — in een door Irving zelf aangespannen proces wegens smaad tegen de Amerikaanse historica Deborah Lipstadt, auteur van Denying the Holocaust — dat

Irving vanwege zijn eigen ideologische redenen voortdurend en doelbewust bewijsmateriaal verkeerd heeft gepresenteerd en heeft gemanipuleerd; dat hij om dezelfde redenen Hitler in een ongerechtvaardigd gunstig licht zet, hoofdzakelijk met betrekking tot zijn afbeelding van Hitlers houding ten aanzien van zijn verantwoordelijkheid voor de behandeling van de Joden; dat hij een actieve ontkenner van de Holocaust is; dat hij antisemitisch is en een racist en dat hij zich met rechtse extremisten associeert die het neonazisme bevorderen.

Deborah Lipstadt  schreef in 2006 een boek over dit proces. In 2016 werd het boek verfilmd.
Zijn extreemrechtse visies, antisemitische opmerkingen, controversiële beweringen en andere onnauwkeurigheden brachten de reputatie van Irving bij historici zoals Joachim Fest, Martin Gilbert, Ian Kershaw, bij uitgeverijen en bij een groot deel van het lezerspubliek zware schade toe, waardoor hij vanaf de jaren 90 van de 20e eeuw zijn boeken in eigen beheer (Focal Point Publications) moest uitgeven. In veel landen was hij inmiddels persona non grata, wat hij dan weer toeschreef aan een hetze tegen zijn persoon. Daarom bood hij verscheidene boeken gratis aan via zijn website.

## Rechtszaak in Oostenrijk
Op 11 november 2005 werd Irving aangehouden in Oostenrijk en op 20 februari 2006 werd hij tot drie jaar gevangenisstraf veroordeeld. Hij had tien jaar kunnen krijgen. Volgens de rechtbank in Wenen was hij schuldig aan het ontkennen van de Holocaust. Tijdens de rechtszaak verklaarde hij voor het eerst dat zijn visie was veranderd, en dat de Holocaust echt bestaan moet hebben. Hij zei dat hij nieuw onderzoeksmateriaal had bestudeerd, waaruit zou blijken dat de gaskamers echt bestaan hebben, maar dat deze vooral waren gebruikt in de zogenaamde "Heydrich"-kampen. Hier zouden miljoenen Joden met name om financiële redenen zijn vermoord. Later verklaarde hij dat hij wel schuldig bevonden had moeten worden, maar dat hij slechts publiceerde wat hij in archieven vond en dat dat niet verboden zou moeten zijn. Hij ging tegen de uitspraak in beroep. Het hof van beroep deed op 20 december 2006 uitspraak en zette twee derde van de straf om in voorwaardelijke celstraf, zodat Irving na dertien maanden vervroegd vrijkwam. Op 21 december 2006 keerde hij terug naar het Verenigd Koninkrijk.

## The Eichmann Papers
David Irving ontving in 1991 een verzameling documenten van Adolf Eichmann en Willem Sassen door Hugo Byttebier in Buenos Aires. Deze collectie bestond uit 426 getypte pagina’s, aangevuld met persoonlijke, handgeschreven aantekeningen van Eichmann. De documenten bevatten verslagen en herinneringen waarin Eichmann zijn eigen rol in de Holocaust beschrijft. Historici hebben deze documenten gebruikt als bronmateriaal over Eichmanns betrokkenheid bij de Holocaust, wat leidde tot wereldwijde controverse. Irving verifieerde de documenten in Duitsland en gaf ze uiteindelijk aan het Bundesarchiv te Koblenz.